# Istoria mecanicii clasice
Istoria mecanicii clasice, precum și a altor ramuri ale fizicii, este strâns legată de dezvoltarea culturii și civilizației a omenirii și constă din trei perioade principale: mecanica antică, mecanica medievală și mecanica (newtoniană) modernă, care include și mecanica analitică.

## Mecanica antică

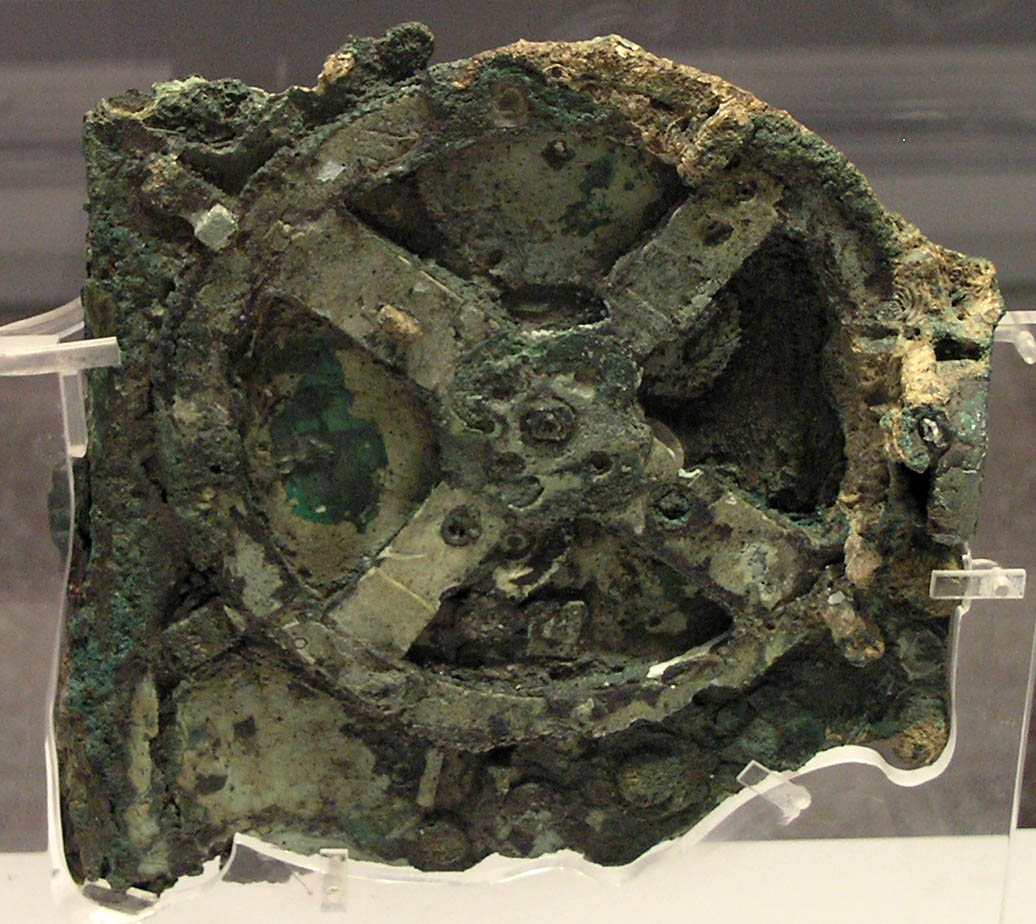
Mecanismul de la Antikythera, considerat cel mai vechi computer analogic mecanic cunoscut

Monumentele și construcțiile din antichitate constituie o dovadă a cunoștințelor și nivelului tehnologic din acea perioadă.
Astfel, piramidele din Egiptul antic, Grădinile suspendate din Babilon, ansamblul Stonehenge, templele și porturile din Grecia antică, podurile și apeductele din Roma antică și multe alte clădiri și construcții înfățișează experiența și cunoștințele de mecanică din acea epocă.
În mlaștinile din vecinătatea orașului Ljubljana s-a descoperit cea mai veche roată de lemn, care se pare că are peste 5.000 de ani vechime, fiind considerată cea mai veche roată (cu ax) din lume.
Încă din antichitate se remarcă preocupările pentru studiul mecanicii corpurilor cerești.
Un exemplu elocvent îl constituie mecanismul de la Antikythera, un dispozitiv mecanic complex care prezicea pozițiile Soarelui și planetelor observabile și care datează din perioada 150 - 100 î.Hr.

Principiul șurubului lui Arhimede

Încercând să explice cunoștințele acumulate anterior, vechii greci au pus bazele mecanicii ca știință.
Aristotel a încercat să elaboreze o teorie a mișcării, dar aceasta era mai mult filozofică, speculativă și mai puțin bazată pe logică și experiment.
Arhimede a fost printre primii care a explicat din punct de vedere matematic legea pârghiilor.
De asemenea, a construit un șurub (șurubul lui Arhimede) care a fost ulterior o perioadă îndelungată utilizat pentru alimentarea cu apă a canalelor de irigare.
Un alt mecanism simplu atribuit marelui învățat grec este scripetele.
De asemenea, Arhimede a studiat compunerea și descompunerea forțelor paralele și a arătat cum se poate determina centrul de masă al unui corp.
În ceea ce privește hidrostatica, este celebru principiul care îi poartă numele.
Heron, matematician și inginer care a trăit în Alexandria și a ținut lecții în cadrul celebrului muzeu din incinta Bibliotecii din Alexandria, a întreprins numeroase experimente, cea mai cunoscută invenție a sa fiind eolipila (în secolul I î.Hr.), considerat primul motor cu abur din istorie.
Chiar dacă în acea epocă nu a avut nicio aplicație practică, dispozitivul demonstra posibilitatea transformării energiei termice în lucru mecanic.
Ctesibius, probabil primul director al Bibliotecii din Alexandria, a menționat pentru prima dată că aerul comprimat poate fi utilizat la pompe, fiind deci considerat părintele pneumaticii.
A avut invenții și în domeniul hidraulicii.
Astfel, pentru măsurarea timpului, a propus construcția unui ceas cu apă, idee care a fost utilizată până în secolul al XVII-lea, când Christiaan Huygens a descoperit ceasul cu pendul.
Ctesibius a descris primele pompe pentru extragerea apei din fântâni și i se atribuie și descoperirea sifonului.
Matematicianul, astronomul și geograful Ptolemeu (ale cărui concepții pornesc de la cele ale lui Aristotel), în lucrarea Almageste a înregistrat peste 1.000 de stele pe care le-a clasificat în constelații, fiind unul dintre precursorii mecanicii cerești.
Respingând ideile lui Aristarh din Samos, Ptolemeu a adoptat teoria geocentristă, considerând că toate corpurile cerești gravitează în jurul Pământului, teorie care a fost învinsă definitiv abia peste 14 secole de către Copernic.
Pe lângă lucrări referitoare la geometrie, ultimul mare matematician al lumii antice, Pappus din Alexandria a studiat planul înclinat și a descris modalități de determinare a centrului de masă pentru corpuri mai complicate, cum ar fi corpul de rotație, această ultimă temă fiind reluată abia prin secolul al XVII-lea de către Paul Guldin.
După dispariția Școlii alexandrine, urmează o perioadă obscură pentru mecanică și pentru știință în general.

## Mecanica medievală

### Europa
Pentru a putea explica mișcarea corpurilor proiectate în câmp gravitațional, filozoful Ioan Filopon introduce conceptul de impetus, prin care a anticipat ideea de inerție, fiind considerat unul dintre precursorii lui Galileo Galilei.
Conceptul a fost preluat și dezvoltat de Jean Buridan.

### Spațiul islamic

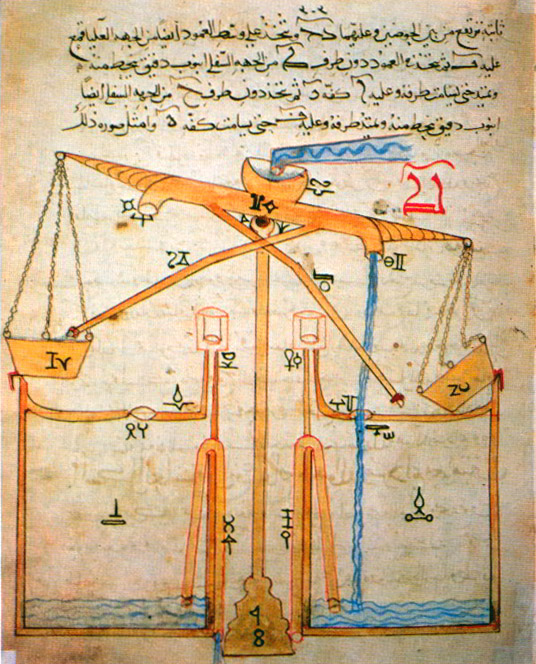
Pompă de apă inventată de Al-Jazari

Prin invențiile sale, din care se pot menționa diverse orologii și mecanisme, precum și o pompă de apă, Al-Jazari devansează cu mult orizontul științific al acelei perioade (secolul al XII-lea).
În 1551 Taqi al-Din a prezentat, în scrierile sale care au tratat diverse teme științifice, o mulțime de orologii mecanice, dar și un fel de motor cu abur care era utilizat în scopuri culinare (rotirea cărnii pentru fript).
Învățatul islamic este considerat unul dintre primii proiectanți de pompe hidraulice din spațiul otoman.
Alți mari savanți islamici au fost: Al Baghdadi (a dedus înaintea lui Newton Principiul al II-lea al mecanicii), Ibn Bajjah (care a descris ceea ce astăzi se numește principiul acțiunii și reacțiunii).
Frații Banū Mūsā (Ja'far Muhammad ibn Mūsā ibn Shākir), Alhazen și Al-Khazini sunt precursori ai lui Newton în domeniul legii gravitației.

## Renașterea

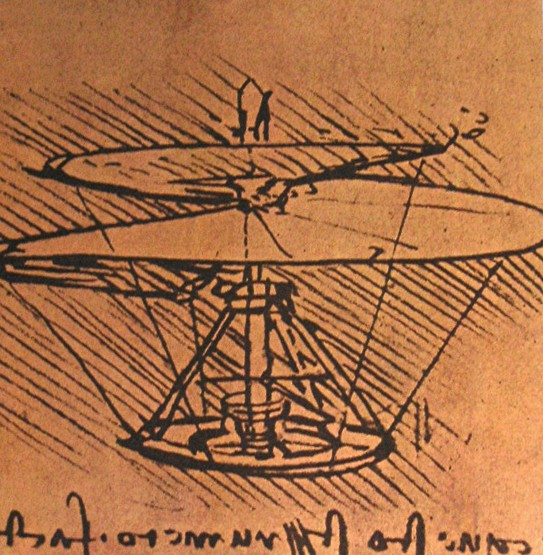
Desenul unui elicopter realizat de Leonardo da Vinci

Odată cu dezvoltarea comerțului, navigației, a artei războiului, are loc o dezvoltare fără precedent a științei și tehnologiei.
Leonardo da Vinci, ale cărui teorii s-au bazat pe observare atentă și documentare, a înțeles mai bine decât contemporanii săi, importanța observațiilor științifice precise.
Deși a descris un număr mare de mașini ingenioase, nu a reușit să pună în practică invențiile pe care le-a schițat în manuscrise, un exemplu fiind mașinile de zbor pe care le-a desenat.
Totuși, schițele întocmite privind amenajarea sistemelor fluviale au și astăzi valoare practică.
De asemenea, Leonardo da Vinci a înțeles efectul Lunii asupra mareelor și poate fi considerat unul dintre precursorii hidrodinamicii și aerodinamicii.
Prin elaborarea teoriei heliocentrice, Nicolaus Copernic a susținut că Pământul se rotește în jurul axei sale și orbitează în jurul Soarelui, teorie ce va fi acceptată pe deplin în toate cercurile științifice.
Bazat pe sistemul heliocentric și pe observațiile lui Tycho Brahe, Johannes Kepler a stabilit că planetele au ca traiectorie elipse nu cercuri, deplasarea lor în jurul Soarelui efectuând-se după trei legi, numite ulterior legile lui Kepler și pe care le-a publicat în 1609 (primele două legi) și în 1619 (a treia lege).
Galileo Galilei a introdus concepția științifică de studiu a mișcării și a infirmat concepțiile lui Aristotel, care au dominat știința timp de secole.
Astfel, cu ajutorul unui dispozitiv ingenios, a studiat căderea liberă a corpurilor și a demonstrat că viteza de cădere a unui obiect nu este influențată de greutatea acestuia.
În ceea ce privește dinamica, a contrazis afirmația lui Aristotel conform căreia un corp aflat în mișcare s-ar opri dacă asupra acestuia nu acționează nicio forță, ceea ce ulterior l-a condus pe Newton la crearea conceptului de inerție.
De asemenea, Galilei a observat că perioada de oscilație a unui pendul depinde numai de lungimea sa, nu și de amplitudinea mișcării, ceea ce a condus la apariția și dezvoltarea tehnicii orologiilor de mai târziu.
Christiaan Huygens a studiat mișcarea circulară și a creat conceptul de accelerație centripetă.
Alte probleme ale dinamicii de care s-a ocupat au fost:
mișcarea de oscilație a pendulului fizic și legile ciocnirii elastice, pe care le-a dedus pornind de la teorema de conservare a impulsului.
În a doua jumătate a secolului al XVII-lea, Robert Hooke descoperă relația dintre solicitare și deformare în cazul corpurilor solide (legea lui Hooke).

## Mecanica clasică newtoniană
În lucrarea sa, Principiile matematice ale filozofiei naturale (publicată în 1687), Isaac Newton a formulat pentru prima dată legile fundamentale ale mecanicii.
De asemenea, Newton a introdus conceptul de masă, a definit mai precis noțiunea de forță și a descoperit legea de frecare internă (viscozitatea) în lichide și gaze.
Pe baza legilor lui Kepler, a dedus legea atracției gravitaționale.
Alături de Leibniz, Newton este considerat creatorul calculului diferențial și integral, cu ajutorul căruia s-a putut exprima matematic legile mișcării și astfel s-a deschis o nouă eră, cea a mecanicii teoretice.
Ideile lui Newton au fost preluate și dezvoltate de Daniel Bernoulli (ecuația lui Bernoulli) și Leonhard Euler (legile mișcării ale lui Euler, Ecuațiile lui Euler), care au studiat sistemele de puncte materiale, solidul rigid, Jean le Rond D'Alembert, autorul principiului care îi poartă numele (principiul lui D'Alembert) și care înlocuiește ecuația de mișcare, Joseph-Louis Lagrange, care a dat o altă formă ecuațiilor diferențiale ale mișcării și Pierre-Simon Laplace cu contribuțiile sale substanțiale în mecanica cerească.

## Epoca modernă
Mecanica fluidelor dobândește o deosebită dezvoltare.
Conceptului de forță arhimedică (cunoscut încă din antichitate), inventării barometrului (de către Evangelista Torricelli în 1643) și legii lui Pascal li se adaugă cercetările lui Euler, D'Alembert, Lagrange, Laplace, Poisson privind viscozitatea și curgerea fluidelor.
Astfel, în 1755 Euler formulează ecuațiile lui Euler, care, pe baza legii conservării masei, descriu curgerea fluidelor.
Luând în considerare și frecarea interioară și viscozitatea, Claude-Louis Navier (în 1822) și George Gabriel Stokes (în 1845) au generalizat aceste ecuații, obținând ceea ce ulterior aveau să fie denumite ecuațiile Navier–Stokes.
În 1772 Joseph-Louis Lagrange a încercat să rezolve problema celor trei corpuri și a introdus conceptul numit ulterior punct Lagrange și a cărui existență fusese preconizată de Leonhard Euler în 1765.
În 1788 Lagrange introduce ecuațiile care îi poartă numele, ceea ce ulterior avea să conducă la o reformulare a mecanicii newtoniene prin apariția mecanicii analitice (lagrangiene), care în 1833 va fi îmbunătățită de către William Rowan Hamilton obținându-se mecanica hamiltoniană.
Studiul sistemelor macroscopice impune utilizarea metodelor statistice, care au fost introduse de Maxwell într-o serie de trei articole (1860–1879) și de Boltzmann într-o serie de patru articole (1870–1884), care au pus bazele teoriei cinetice a gazelor.
Mai mult, în 1877 Boltmann a introdus conceptul de entropie ca măsură a gradului de dezordine al unui sistem.

## Secolul al XX-lea
În secolul al XX-lea au fost create și dezvoltate noi ramuri ale mecanicii: mecanica cuantică de către Max Born și Max Planck și mecanica relativistă de către Albert Einstein.
Teoria relativității a fost formulată pornind de la rezultatul experimentului Michelson-Morley, care a demonstrat că viteza luminii nu se modifică dacă observatorul se deplasează față de sursa luminoasă, lucru confirmat și de ecuațiile lui Maxwell, rezultat care avea să infirme modul clasic de compunere a vitezelor (al lui Galilei și Newton).
Mecanica statistică clasică, fundamentată de Gibbs (1902), a fost corectată și completată conform mecanicii cuantice.
Printre alți reprezentanți ai mecanicii moderne se pot enumera: William Hamilton, David Hilbert, Niels Bohr, Werner Heisenberg, Louis de Broglie, Erwin Schrödinger, Wolfgang Pauli, Paul Dirac și John von Neumann.